# عنتر وبيسة (فلم)
عنتر وبيسة هو فيلم كوميدي مصري من إنتاج عام 2014 بطولة محمد لطفي وأمينة.

## قصة الفيلم
تدور أحداث الفيلم في إطار كوميدي، حول (بيسة) وهي فتاة طيبة ولكن حظها سيئ، تمر بالعديد من الصعاب حتى ينصرها الله في النهاية، تربطها علاقة صداقة بالثلاثي (عنتر، أمير وهندي) والثلاثة خرجوا من السجن مؤخرًا، وعندما اصطدموا بواقع الحياة، وما أصبحت عليه يقررون العودة مرة أخرى للسجن بمختلف الطرق.

## بطولة
- محمد لطفي
- أمينة
- حسن عبد الفتاح
- هشام إسماعيل
- عبد الباسط حمودة
- ليلى أحمد زاهر
- صافيناز
- غسان مطر
- يوسف عيد
- بيومي فؤاد
- عبد الله مشرف

## وصلات خارجية
- مقالات تستعمل روابط فنية بلا صلة مع ويكي بيانات
- صفحة الفيلم في قاعدة بيانات الأفلام العربية